# Корейский компьютерный центр
Корейский компьютерный центр (кор. 조선콤퓨터중심, чосон-кхомпхютхо-джунсим) — основной исследовательский центр компьютерных технологий в Корейской Народно-Демократической Республике.
Основан 24 октября 1990 года. Центр разрабатывает и производит программные продукты различного назначения, обеспечивая работу многих отраслей народного хозяйства страны. Ведутся работы по созданию средств защиты информации.
Центр занимается администрированием внутренней сети КНДР, в том числе переносом и фильтрацией содержимого сайтов в интернете.
При Центре имеются институт и курсы информационной технологии. Проводится подготовка специалистов по новым информационным технологиям.
В состав Центра входит 8 центров разработки и производственных центров, а также 11 региональных информационных центров. Центр имеет филиалы в Германии, Китае, Сирии, Объединённых Арабских Эмиратах. Специалисты центра ведут интенсивное международное сотрудничество практически по всем сферам ИКТ. Особое внимание уделяется исследованиям ОС Linux. Так, в Центре создана национальная операционная система Red Star OS.

## Продукты
Корейский компьютерный центр произвёл множество программных продуктов и систем, среди них:
- поисковая система «Самхын»;
- браузер «Нэнара»;
- игровая программа «Чосон Чанги» — корейские шахматы Чанги;
- сеть «Кванмён»;
- программа исследования пищевых продуктов «Чосон Ёли»;
- редактор метода ввода корейского языка «Хана»;
- переводчик с английского на корейский и обратно, поддерживающий использование цифровой ручки «Корё»;
- распознаватель корейской речи «Нунбора»;
- дистрибутив Linux «Пульгынбёль»;
- система видеоконференции «Cyber Friend» (кибердруг);
- система дистанционного образования «Cyber Star» (киберзвезда);
- программное обеспечение для игры в го «SilverStar Paduk»;
- медиапроигрыватель «HMS Player»;